# 苏包尔
苏包尔（Supaul），是印度比哈尔邦苏包尔县的一个城镇。总人口54020（2001年）。

## 人口
该地2001年总人口54020人，其中男性28738人，女性25282人；0—6岁人口9528人，其中男5035人，女4493人；识字率48.83%，其中男性为58.69%，女性为37.63%。